# Largo Novarro
Largo Novarro, pseudónimo de Raúl Bonetto, fue un cantautor argentino.
Nació en Villa María (Córdoba) en 1931 y falleció en Embalse (Córdoba) el 15 de octubre de 2011.  Debido su estatura, su primer pseudónimo fue «El Lungo Boné» (el lunfardo lungo significa ‘largo’).
Empezó su carrera profesional en Córdoba, cantando en la orquesta Montecarlo Jazz, agrupación que compartió con Luis Ordóñez (1930-2007), Tulio Gallo, Hugo Forestieri, y el baterista santafesino Bernardo Mitnik (quien era conocido con el pseudónimo «Micky Lerman» y en el futuro sería conocido como Chico Novarro).
Cuando se formó la agrupación cordobesa «Hugo Forestieri y su Orquesta Argentina de Jazz», Bonetto y Mitnik se pasaron a ella.
Se mudaron a Buenos Aires, donde trabajaron en la orquesta de Osvaldo Norton. Allí Bonetto cantó con el pseudónimo de «Raúl Boné» y se hizo conocido por sus canciones El marinero, El muñeco de la ciudad, El negrito de Batey, La empalizá.
Con Mitnik (quien ya había adoptado el nombre de Chico Novarro) viajaron a Colombia como dúo de música tropical. Luego de varios meses de relativo éxito, regresaron a Buenos Aires.
Allí, Ricardo Mejía (empresario ecuatoriano radicado en Buenos Aires) los bautizó como «Los Novarro» y les hizo grabar un exitoso long play.
Inmediatamente los hizo entrar en su exitoso programa televisivo El Club del Clan y —basado en una técnica de ese programa, que estaba dedicado a la familia argentina— los bautizó como si fueran hermanos: Los Novarro. Debido a su gran estatura, su pseudónimo fue Largo Novarro y Mitnik recibió el apodo de Chico Novarro, como sería conocido en el resto de su exitosa carrera).
Cuando Bonetto abandonó el programa, grabó como solista (conservando el pseudónimo Largo Novarro): Hay que tener dos, Qué lástima, Pachanga marciana, Corazón y Las mirlas.